# Prescott Niles
Prescott Niles (1954. május 2. –) amerikai basszusgitáros. Leginkább a The Knack basszusgitárosaként ismert, az együttes My Sharona című dala hat hétig vezette az amerikai slágerlistát.

## Külső hivatkozások
- A NAMM Oral History interjúja Prescott Niles-szal